# Emil Jakob Schindler
Emil Jakob Schindler (Viena, Austria, 27 de abril de 1842-Westerland, Alemania, 9 de agosto de 1892) fue un pintor impresionista. Su hija mayor fue la compositora Alma Schindler.

## Inicios
Schindler provenía de una familia de industriales, quienes a fines del siglo XVII se habían establecido en Baja Austria. Era hijo de Jakob Schindler (1814-1846) y de su esposa María Penz (1816-1885), nacido en los suburbios de Viena, más precismante en Leopoldstadt n.º 11 (actualmente Obere Donaustraße 75 o Camino superior del Danubio 75).
Schindler debió continuar con una carrera militar, sin embargo, se decidió por las artes visuales. En 1860, ingresó en la Academia de Bellas Artes de Viena y se convirtió en discípulo de Albert Zimmerman, de quién tan solo incorporó la técnica. Sus influencias se pueden encontrar en los holandeses Meindert Hobbema y Jacob Izaaksoon van Ruisdael. Jakob fue uno de los amigos más cercanos del artista vienés y favorecido real Hans Makart, a fines del siglo XIX.
Jakob viajó a Venecia en el año 1873, en 1874 lo haría a Dalmacia y 1875 a Holanda.
El 4 de febrero de 1879, Schindler se casaría con la cantante Anna Sophie Bergen (1857-1938), quién se encontraba embarazada de tres meses al momento de la boda. La situación financiera de la pareja era muy precaria, debiendo compartir su departamento con el amigo y colega de Schindler, Julius Victor Berger. Aún con el nacimiento de su primera hija, Alma, a la pareja no le era posible salir del hacinamiento.
Durante una ausencia prolongada por enfermedad de Schindler, Anna comenzaría una relación con Berger, probablemente de la que nacería Margaret Julie Schindler, el 16 de agosto de 1880.

## Ascenso como artista

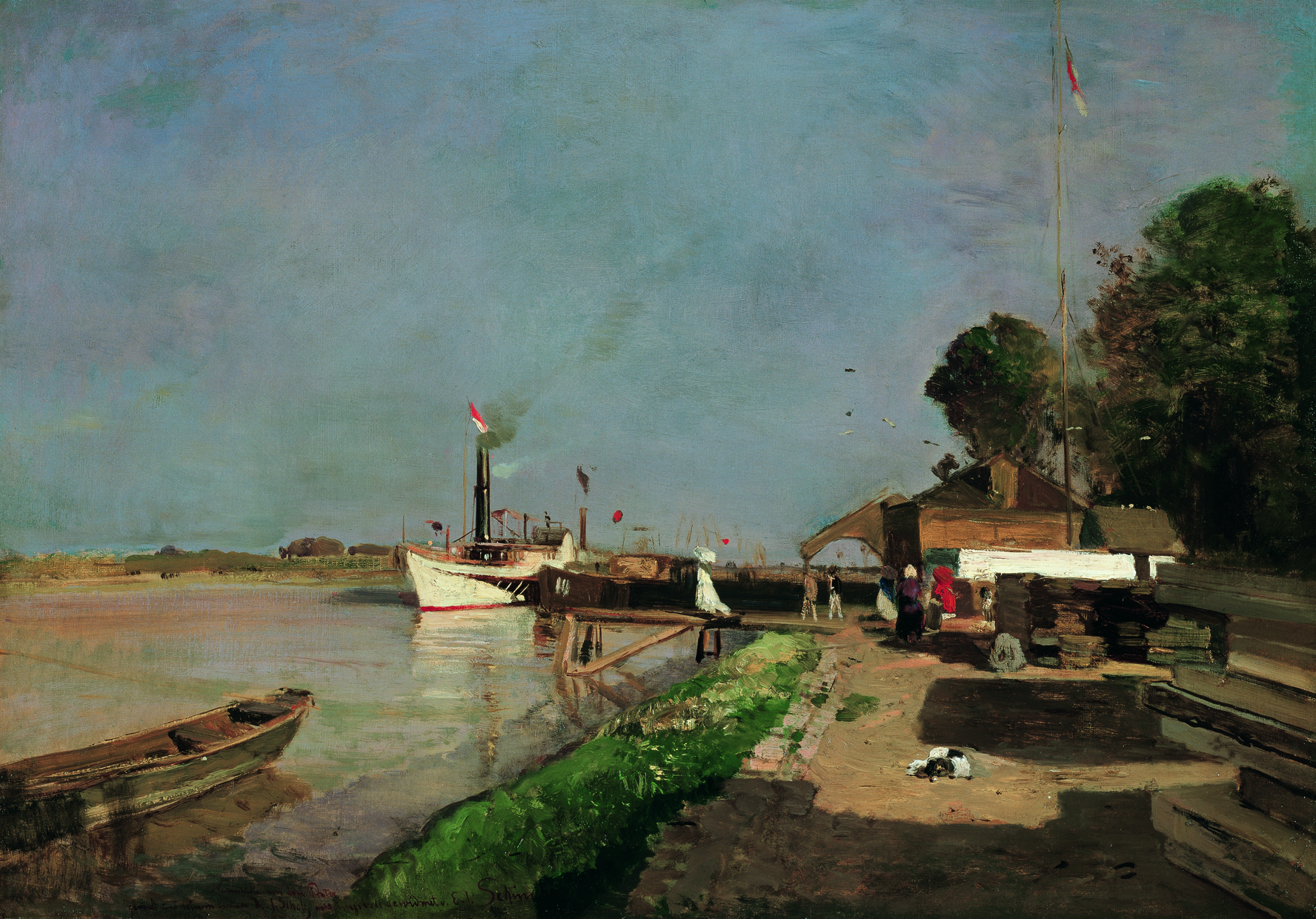
Barco a vapor en el Danubio. Óleo de Schindler, 1871-1872.

En febrero de 1881, Schindler ganaría 15 mil florines por el Reichel-Künstlerpreis, poniendo fin a las dificultades financieras de su familia y trasladándose a un departamento más grande, permitiéndole una relativa prosperidad.
Desde 1885, pasaría los veranos en el Schloss Plakenberg (Castillo Plakenberg), en Neulengbach donde había una colonia de artistas en la que Schindler enseñaría, incluyendo a Marie Egner. En 1887, Schindler ganaría un contrato por el Príncipe heredero de Austria, con motivo de la celebración de las ciudades costeras de Dalmacia y Grecia, debiendo realizar dibujos en tinta y acuarela. Este proyecto se denominó «Die österreichisch-ungarische Monarchie in Wort und Bild» («Monarquía Austro-Húngara en palabras e imágenes»). El viaje significó ser considerado uno de los artistas más importantes por parte del Príncipe heredero, siendo galardonado con múltiples premios.
En 1887 fue galardonado como miembro honorario de la Academia de Bellas Artes de Viena, y al año siguiente se le ofrecería serlo de la Academia de Múnich. En 1891 fue galardonado con la Medalla de Oro del Estado (Goldene Staatsmedaille).
Por su parte, su vida privada era un desastre, su esposa había terminado su relación con Berger, pero tenía una relación amorosa con el estudiante y asistente de Schindler, Carl Moll, que existió en secreto durante años.
Emile Jakob Schindler falleció en el apogeo de su éxito, el 9 de agosto de 1892 como resultado de una prolongada apendicitis. Su viuda se desposaría el 3 de noviembre de 1895 con Carl Moll. Tuvo una tumba honoraria en el Zentralfriedhof (cementerio central) de Viena, que fue diseñada por el escultor Edmund von Hellmer, quién también crearía un monumento de Schindler en 1895 en el Parque de la ciudad de Viena (Wiener Stadtpark).

## Obras
- Boote an der Donau (St. Pölten, Niederösterreichisches Landesmuseum, Inv. Nr. 5525), en 1870-72, Óleo sobre madera
- Donaudampfschiffe (St. Pölten, Niederösterreichisches Landesmuseum, Inv. Nr. 7517), 1871, Óleo sobre madera, 21,2 x 33,9 cm
- Die Dampfschiffstation an der Donau gegenüber Kaisermühlen (Viena, Galería Belvedere, Inv. Nr. 3338), en 1871-72, Óleo sobre lienzo, 55 x 78,5 cm
- Holländische Landschaft - Gracht in Amsterdam (Graz, Neue Galerie Graz), en 1875-76, Óleo sobre madera, 44,8 x 65,2 cm
- An der Thaya bei Lundenburg I (Viena, Galería Belvedere, Inv. Nr. 4586), 1877, Óleo sobre madera, 39,5 x 74 cm
- Brandung (Linz, Schlossmuseum, Inv. Nr. G 2022), 1879, Óleo sobre lienzo, 127 x 159 cm
- Weißenkirchen (Linz, Schlossmuseum, Inv. Nr. Ka 124), um 1879, Óleo sobre madera, 35 x 52 cm
- Blumengarten in Weißenkirchen (Linz, Schlossmuseum, Inv. Nr. G 2023), 1879, Óleo sobre madera, 41,5 x 53 cm
- Hof eines Bauernhauses in Weißenkirchen (St. Pölten, Niederösterreichisches Landesmuseum, Inv. Nr. 7516), 1879, Óleo sobre lienzo, 87 x 68,6 cm
- Weiher in Atzgersdorf (Wien Museum), 1880, Óleo sobre lienzo, 56 x 42 cm
- Hackinger Au (Wien, Österreichische Galerie Belvedere, Inv. Nr. 4012), 1880, Óleo sobre lienzo, 90 x 68 cm
- Alter Hof in Weißenkirchen (St. Pölten, Niederösterreichisches Landesmuseum, Inv. Nr. 5717), en 1880, Óleo sobre lienzo, 98 x 74 cm
- Buchenwald in Goisern (Wien Museum), 1884, Óleo sobre lienzo, 43 x 56 cm
- Februarstimmung - Vorfrühling im Wienerwald (Viena, Galería Belvedere, Inv. Nr. 5228), 1884, Óleo sobre lienzo, 120 x 96 cm
- Parklandschaft in Plankenberg - Flieder (Viena, Galería Belvedere, Inv. Nr. 3815), 1887, Óleo sobre madera, 49,5 x 66 cm
- Brücke bei Goisern (Viena, Sammlung Eisenberger), 1887, Óleo sobre lienzo, 98 x 84 cm
- Hafen von Ragusa bei Abendstimmung im Dezember (Wien Museum), 1889, Óleo sobre lienzo, 75 x 45 cm
- Waldweg bei Plankenberg im Herbst (St. Pölten, Niederösterreichisches Landesmuseum, Inv. Nr. 1162), en 1889-90, Óleo sobre lienzo, 59,3 x 42,6 cm
- Küstenlandschaft aus Dalmatien (Viena, Galería Belvedere, Inv. Nr. 5971), 1890, Óleo sobre madera, 71 x 106 cm
- Adrialandschaft (Linz, Schlossmuseum, Inv. Nr. G 2024), 1890, Óleo sobre madera, 58,5 x 86 cm
- Mühle in Plankenberg (Wien Museum), 1890, Óleo sobre lienzo, 105 x 82 cm
- Pax - Der Friedhof von Gravosa bei Ragusa (Viena, Galería Belvedere, Inv. Nr. 2548), 1891, Óleo sobre lienzo, 207 x 271 cm
- Pappelallee nach dem Gewitter (St. Pölten, Niederösterreichisches Landesmuseum, Inv. Nr. 1218), 1892, Óleo sobre lienzo

## Galería de imágenes

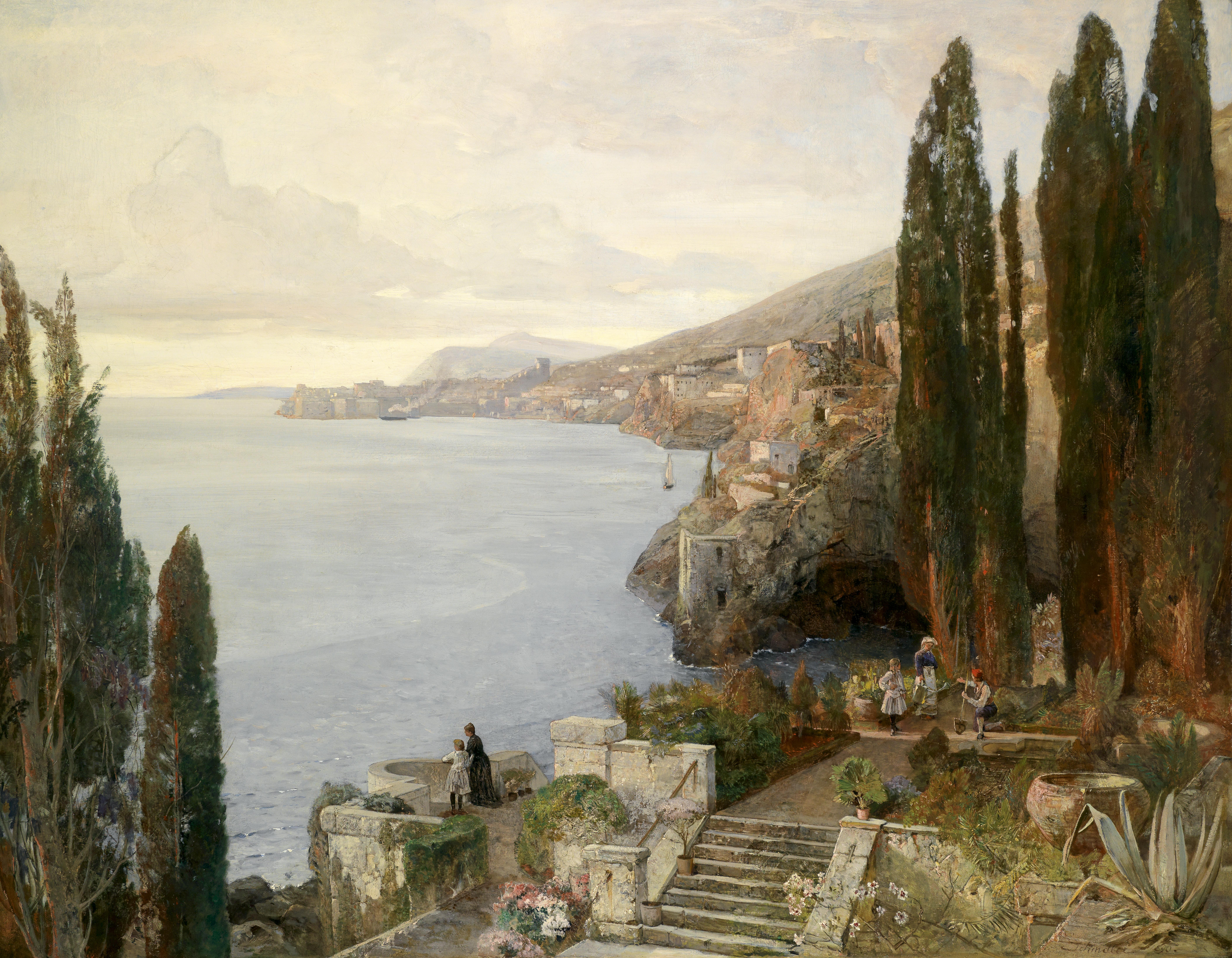
Hafen von Ragusa bei Abendstimmung im Dezember
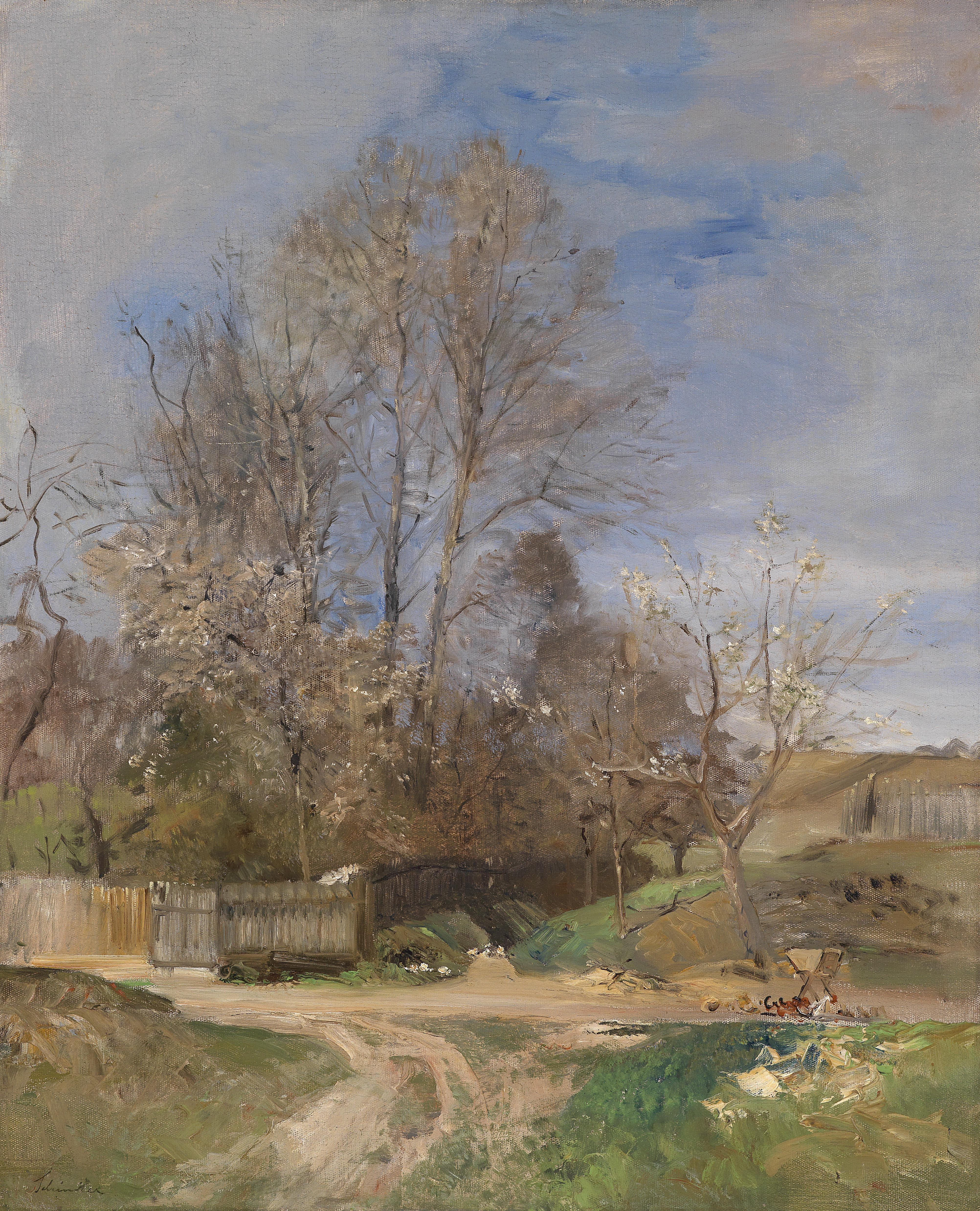
Waldweg bei Plankenberg im Herbst
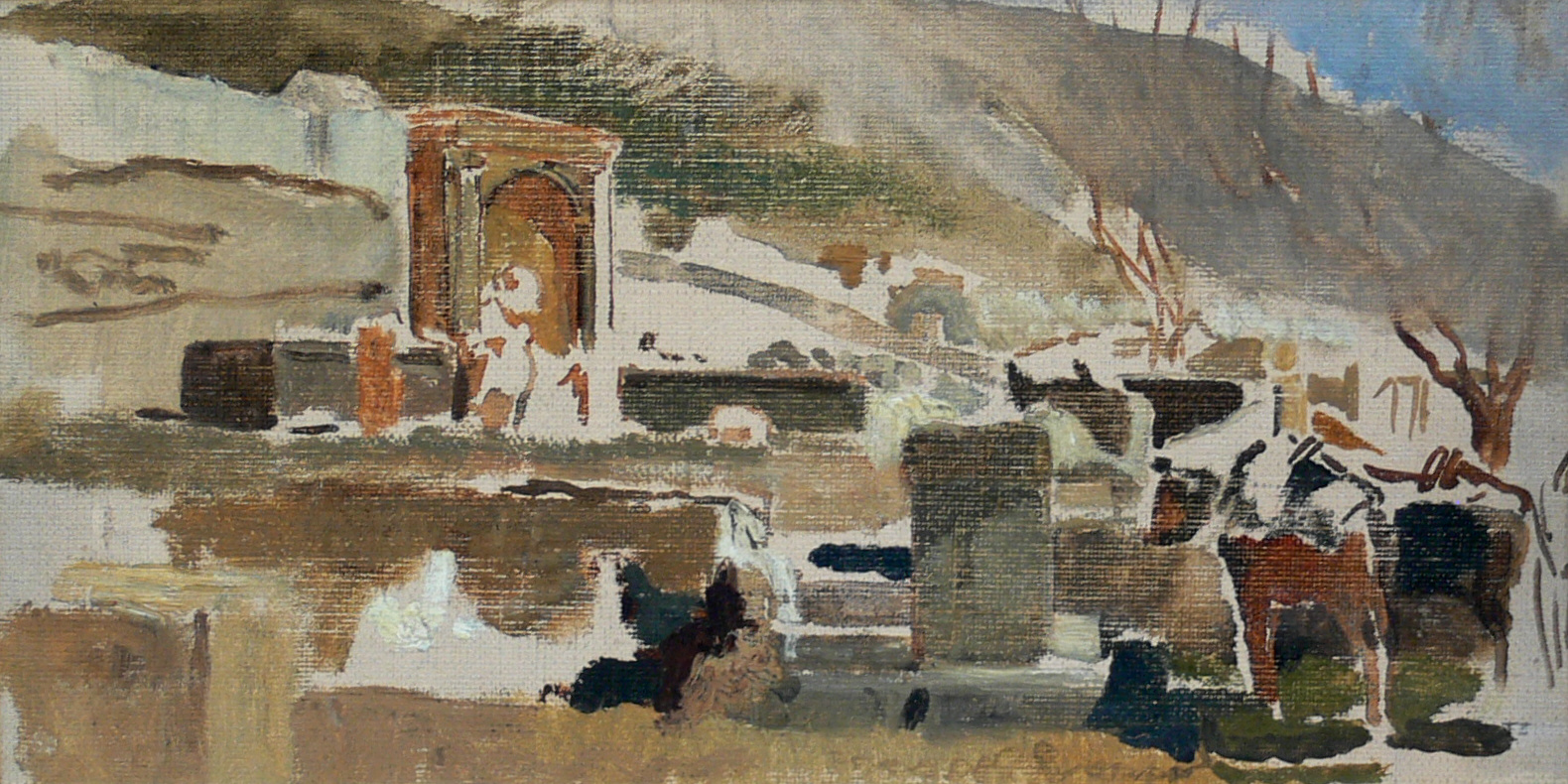
Pax - Der Friedhof von Gravosa bei Ragusa
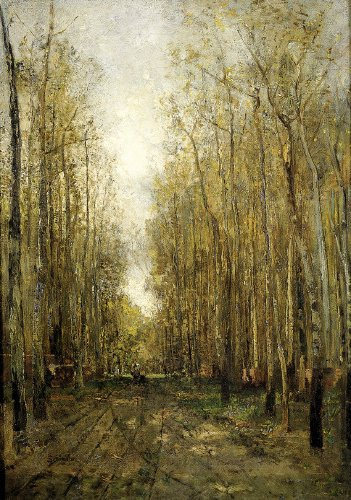
Waldweg bei Plankenberg im Herbst
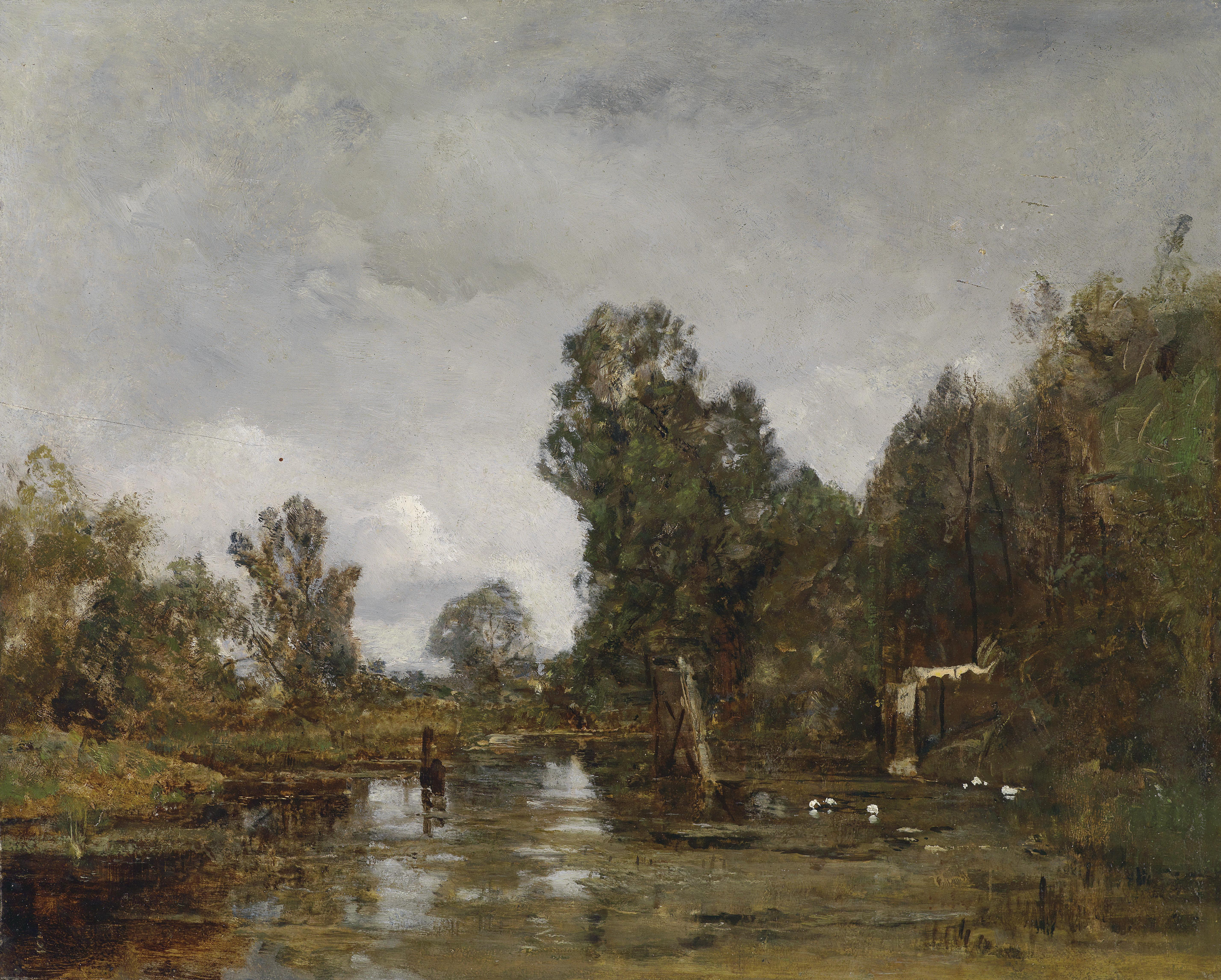
Escena de Viena (1876)
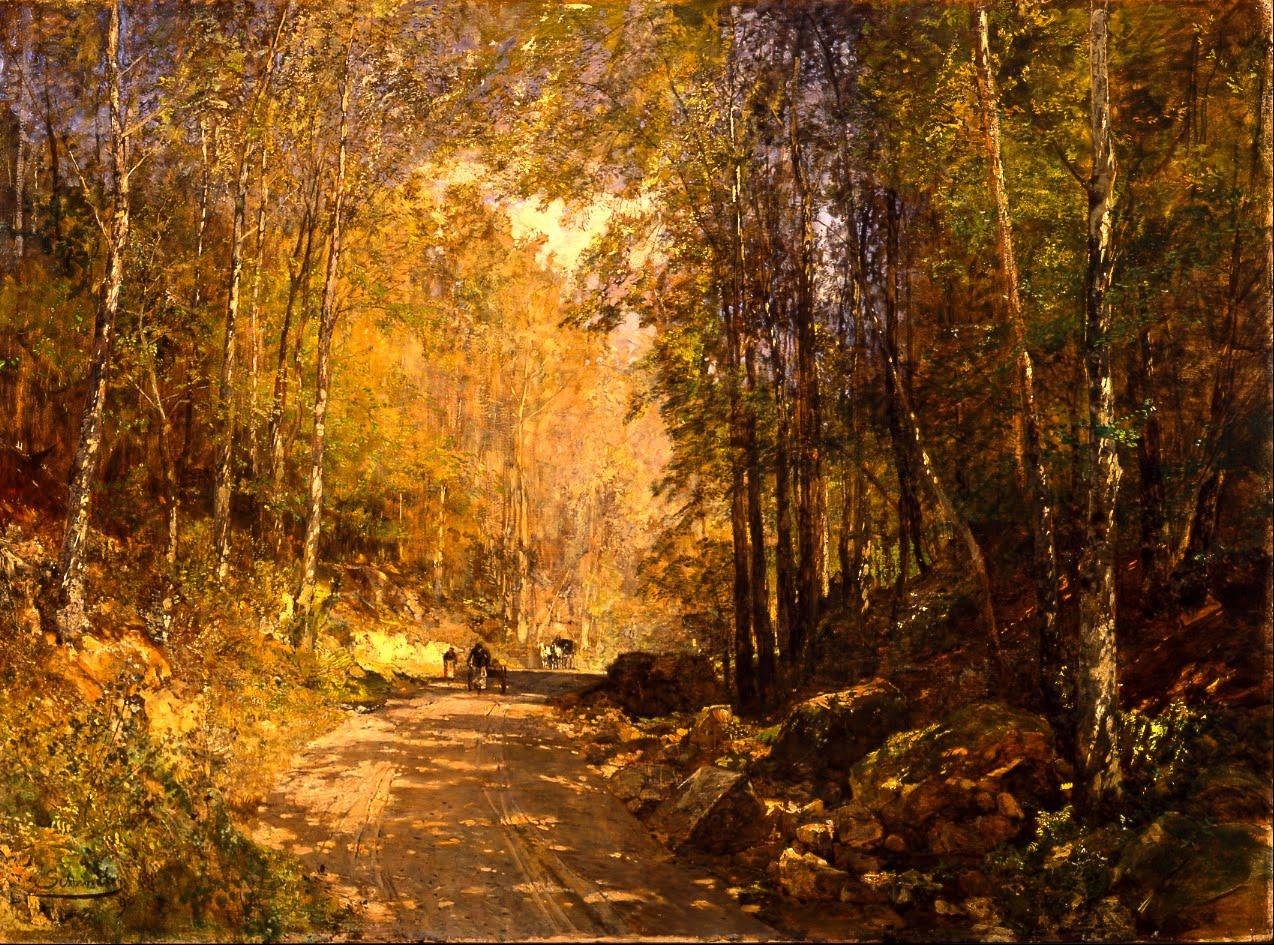
Forest Lane cerca de Schärfling (1890)
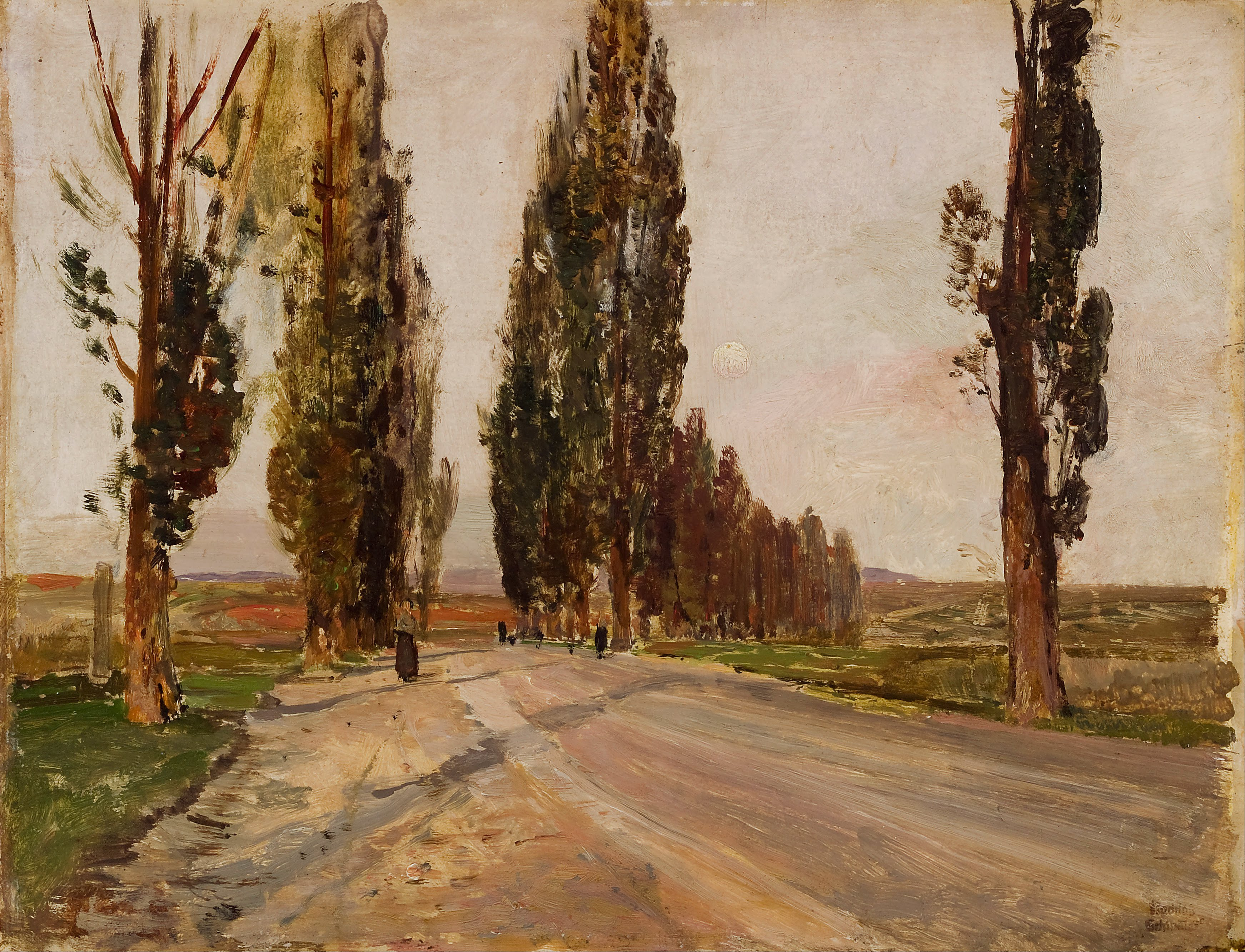
Boulevard Poplars cerca de Plakenber (1890)
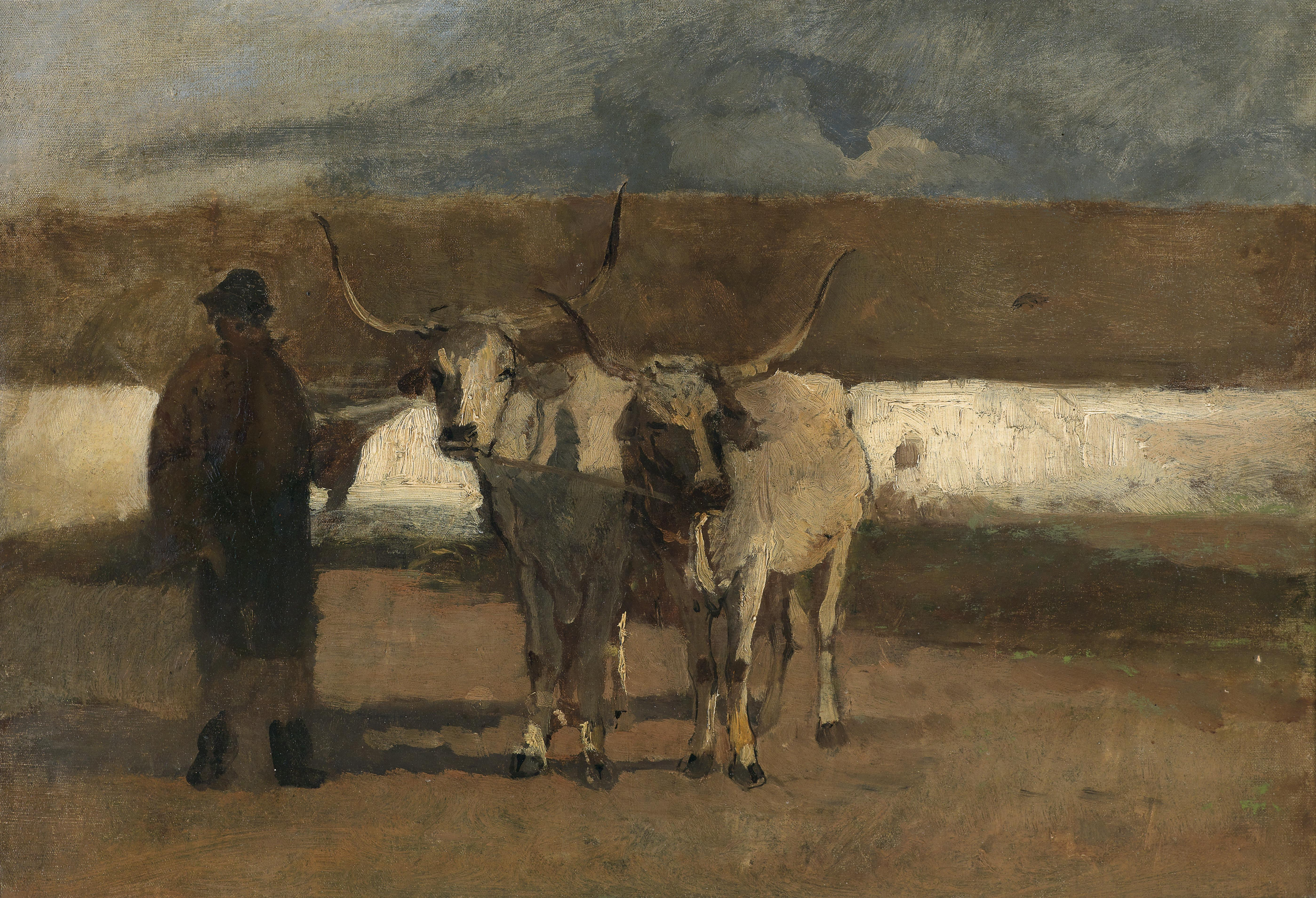
Ganadero con bueyes (1892)